# Луций Новий Руф
Луций Новий Руф (на латински: Lucius Novius Rufus) e политик и сенатор на Римската империя през 2 век.

## Биография
Произлиза от фамилията Новии.
През 186 г. Новий Руф е суфектконсул заедно с Луций Аний Рав. През 196 г. е управител на Тараконска Испания и има командото на VII Близначен легион. Той е привърженик на Клодий Албин.
Вероятно е баща на Тиберий Флавий Новий Руф, който 218 – 219/220 г. е управител на Долна Мизия.